# Max Cohen (Radsportler)
Max Cohen (* 23. April 1932 in Clermont-Ferrand; † 21. Dezember 2002 in Ussel) war ein französischer Radrennfahrer.

## Sportliche Laufbahn
Cohen war im Straßenradsport aktiv. Von 1952 bis 1960 war er Unabhängiger und Berufsfahrer. Die Tour du Lot-et-Garonne gewann er 1955, den Boucles du Bas-Limousin 1957. 1958 gewann er eine Etappe im Circuit d’Auvergne sowie die Gesamtwertung. 1959 war er in der Tour du Vaucluse vor Alcide Vaucher erfolgreich. 1961 holte er einen Etappensieg in der Tour de l’Indre.
Die Tour de France fuhr er zweimal. 1955 wurde er 63., 1957 beendete er die Rundfahrt nicht. Im Giro d’Italia 1957 beleget er den 77. Platz.

## Familiäres
Sein Bruder Yves Cohen war ebenfalls Radrennfahrer.